# Branhamism
Branhamism, den benämning som utomstående bedömare gett den antitrinitariska förkunnelse som spreds av världsevangelisten William M Branham och som fortsätter att spridas av dennes efterföljare.
Denna förkunnelse innehåller flera (nedan skildrade) läroteser grundade i Branhams tusentals bevarade predikningar, varav de flesta är tryckta i bokform. En del branhamiter tillerkänner dessa skrifter samma auktoritet som Bibeln medan andra enbart erkänner vissa av hans skrifter som gudomligt inspirerade, nämligen de i vilka Branham tydligt deklarerar att "så säger Herren".
De viktigaste av dessa är "Öppnandet av de Sju sigillen", en serie predikningar som Branham höll i februari och mars 1963. 
Därtill har William Branham hävdat att han författat boken "En utläggning om de Sju församlingarnas tidsåldrar" (1965) och att allt i den boken är "så säger Herren". 

## Gudsuppfattning
En av de tydligaste skiljelinjerna mellan branhamismen och huvudfåran inom kristendomen gäller synen på treenigheten.
William M Branham försökte inta en mellanposition mellan treenighetsförespråkarna och modalisterna.
Han lärde att det bara finns en Gud, som är Helig Ande och Fader till Jesus. Enligt Branham tog Gud sin boning i Jesus vid dopet i Jordanfloden och lämnade honom åter i Getsemane så att han kunde korsfästas som en dödlig människa och blöda och dö för människans frälsning.
I en av sina predikningar sade Branham att många av de tidiga kyrkofäderna förfäktade endera av två ytterlighetstankar.
En av dem handlade om en treenig Gud och den andra om en Gud. Båda kom till som raka grenar från samma träd.
Treenigheten blev en plattform för en tre-guda-person och engudaläran blev till unitarism, den ena lika felaktig som den andra. Båda växte ut som grenskott men mitt emellan uppenbarar sig Sanningen: Jesus kan inte vara sin egen Far.
Branham lärde också att eftersom varje son har en tillblivelse så måste Guds Son också ha kommit till vid en bestämd tidpunkt.
Han var mycket frispråkig i sitt fördömande av treenighetsläran: Låt mig säga detta i gudomlig kärlek..."Treenighetsläran kommer från Djävulen." Jag säger detta för att SÅ SÄGER HERREN. Studera dess ursprung. Denna lära härstammar från det Nicenska Rådet där den Katolska kyrkan tog makten. Ordet "treenighet" nämns inte någonstans i hela Bibeln och precis som tanken på tre gudar, kommer det från helvetet. Det finns bara en Gud. Det är fullständigt rätt.

## Ormens säd
William Branham lärde att syndafallet berodde på att Eva hade sexuellt umgänge med en upprättgående 'orm'. 
Han stödde sig på olika bibelställen som : 
- 1 Mos 3:1  - Ormen var listigare än alla markens djur och kunde tala, vilket enligt Branham ledde till slutsatsen att ormen var skapelsens "felande länk" mellan apa och människa.

- 1 Mos 3:13 - Evas påstående att ormen "förledde" henne. Grundtextens hebreiska ord nasha är mångtydigt och kan betyda att leda vilse, att bedra eller lura någon eller att moraliskt förföra.

- 1 Mos 3:14 - Ormen gick ursprungligen upprätt och tvingades först att kräla på sin buk efter att Gud nedkallat sin förbannelse över honom.

- 1 Mos 4:1 - 2 - Bibeln talar här bara vid ett tillfälle om att Adam "kände" sin hustru, trots att det handlade om två söner. Det tolkade Branham som att Kain och Abel var tvåäggstvillingar där det ena ägget (Abels) var befruktat av Adam och det andra (Kains) av ormen.

- 1 Mos 4:25 - När Eva deklarerar att Gud gett henne "en annan avkomling i stället för Abel" så tar Branham det till intäkt för att Kain skiljde sig från Abel. Om de hade haft samma fader så skulle hon istället ha sagt att hon fått "en ytterligare avkomling"

- John 1:13 - Branham menar att det här talas om Abel och Sets ättlingar som födda av Gud medan Kains ättlingar är födda "av köttets vilja".

- Branham menar att Bibeln inte talar om ett fysiskt träd eller en fysisk frukt när han talar om "Kunskapens träd på gott och ont" eller om "Livets träd" i Uppenbarelseboken. Dessa träd var istället symboliska bilder på Kristus, på samma sätt som instiftelseorden i Johannes 6:53-57 var symboliska.

- I Judas 1 varnar författaren för de personer som nästlat sig in i den kristna gemenskapen och som "slagit in på Kains väg" (vers 11). I vers 14 talas om hur Hanok "i det sjunde släktledet efter Adam" profeterat domsord över dessa onda människor. Branham tar detta till intäkt för att Kain, till skillnad från Hanok och hans förfäder, saknade släktskap med Adam.